# Muhàmmad II al-Faqih
Abu-Abd-Al·lah Muhàmmad (II) al-Faqih ibn Muhàmmad (1234-1302) fou rei musulmà de la dinastia nassarita de Granada del 1273 al 1302. Va succeir el seu pare Muhàmmad I al-Ghàlib quan tenia prop de 40 anys.
Els Ashkilula governaven a Màlaga i a Guadix i per evitar caure en mans dels cristians va voler eliminar aquest problema i va fer aliança amb una sèrie de nobles castellans malcontents encapçalats per Nuño Gonzáles de Lara i el mateix 1273 va poder conquerir Antequera que estava en mans dels seus rivals; però sospitant que els nobles volien tornar a l'obediència al seu rei (que era contrari a donar suport al granadí), va demanar la pau a Castella que es va signar amb la condició del pagament d'un tribut de 30.000 maravedís.
Llavors però va sospitar que el rei castellà volia tractar amb els Ashkilula i va demanar el suport del sultà marínida del Magreb Abu-Yússuf Yaqub ibn Abd-al-Haqq (1258-1286) al que també havien demanat suport els seus rivals. El sultà va respondre als dos favorablement i va enviar dos cossos expedicionaris que van creuar l'Estret apoderant-se de Tarifa i Algesires, fent creuar llavors el gruix del seu exèrcit; el mateix sultà es va posar al davant l'agost de 1275. La campanya contra els nobles castellans, ara aliats al rei Alfons X de Castella, i en la qual Muhammad II i els Ashkilula foren obligats a participar plegats, fou victoriosa, derrotant els castellans a la batalla d'Écija i el cap dels nobles, Nuño González de Lara, fins i tot va morir; però Muhàmmad II es va mostrar distant i en canvi els Ashkilula es van acostar més als magrebins i el 2 de març de 1278 van entregar Màlaga a un governador marínida. Però aquests, per temor a una aliança de Muhàmmad II amb els abdalwadites de Tlemcen i amb Alfons X de Castella, es van retirar el 1279 i llavors Muhàmmad va poder entrar a Màlaga. En guanyar una sortida propera al mar, el regne es consolidava.
Alfons X, els Ashkilula (que conservaven el poder a Guadix i altres poblacions)i el sultà marínida es van aliar i van iniciar el maig de 1280 una ofensiva conjunta que va durar fins a l'abril del 1281. L'ajut que Muhàmmad II va rebre de Sanç, l'hereu d'Alfons X, li va permetre mantenir bàsicament els seus dominis. Sanç va pujar al tron a la mort del seu pare com a Sanç IV de Castella. Els Ashkilula, amenaçats, van cridar altre cop al sultà marínida que el 1285 va creuar altre cop l'Estret de Gibraltar. Pocs mesos després Sanç acceptava una treva i renunciava a fer operacions a Granada a favor de cap partit. El sultà, al sorgir dificultats internes, va acceptar la situació per poder retornar com més aviat millor, renunciant a tota reclamació territorial excepte Algesires, Tarifa i el protectorat sobre Guadix. El 1288 el sultà va oferir als Ashkilula el govern d'al-Kasr al-Kabir al Marroc a canvi de Guadix, que van acceptar. Governaran a aquesta ciutat marroquina durant molt de temps.
Muhàmmad II va formar una coalició entre Granada, Castella, Catalunya-Aragó i Tlemcen, contra el Marroc. L'octubre de 1292 Sanç IV, amb l'ajut de la flota catalana, va conquerir Tarifa. Segons els pactes entre els estats, Tarifa havia de ser entregada al granadí però el castellà no va respectar la paraula donada i escrita i llavors Muhàmmad va buscar el suport marínida per assetjar Tarifa, però l'intent va fracassar l'agost de 1294. El sultà marínida, convençut que era inútil combatre a la península, va cedir a Muhammad II totes les fortaleses que posseïa i va renunciar a qualsevol dret sobre altres, retirant-se amb les seves tropes cap al Magreb en 1295.
Llavors va esclatar la revolta a Ronda dirigida pels Banu l-Hakim, causada pels abusos comesos per les tropes africanes de Muhammad II sobre la població. Finalment va poder entrar en aquesta ciutat el gener de 1296 després d'acceptar les condicions dels rebels, que incloïen que no hi hauria més tropes africanes a la ciutat i que cap príncep nassirita residiria a la comarca. Poc abans la mort de Sanç IV l'abril de 1295 i la pujada al tron de l'infant Ferran IV de Castella va deixar per un temps lliure d'aquesta amenaça a Muhàmmad que va poder fer una sèrie d'atacs cap al nord en els següents anys en els quals va aconseguir algunes fites notables com la conquesta de Quesada (Kayjata) a finals del 1295, i la d'Alcaudete (al-Kabdhak) el juny de 1300. També va pactar amb la corona catalana el reconeixement dels seus drets sobre Tarifa i altres llocs que Muhàmmad planejava ocupar.
Va morir el 8 d'abril de 1302 i el va succeir el seu fill Muhàmmad III al-Makhlú